# ناعومي دبليو. راندال
ناعومي دبليو. راندال (بالإنجليزية: Naomi W. Randall)‏ هي كاتبة ترانيم أمريكية، ولدت في 5 أكتوبر 1908، وتوفيت في 17 مايو 2001.